# Cheilanthes glauca
Cheilanthes glauca là một loài thực vật có mạch trong họ Adiantaceae. Loài này được (Cav.) Mett. miêu tả khoa học đầu tiên năm 1859.